# زنگ‌مرغ چتم
زنگ‌مرغ چتم (نام علمی: Anthornis melanocephala) یک گونه منقرض‌شده از پرندگان بود. این پرنده از خانواده عسل‌خواران و بومی جزیره چاتام بود.

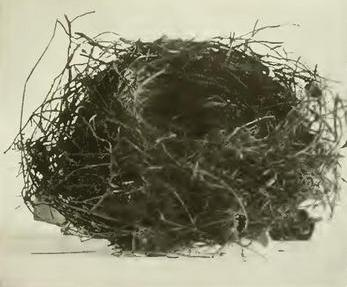
آشیانه

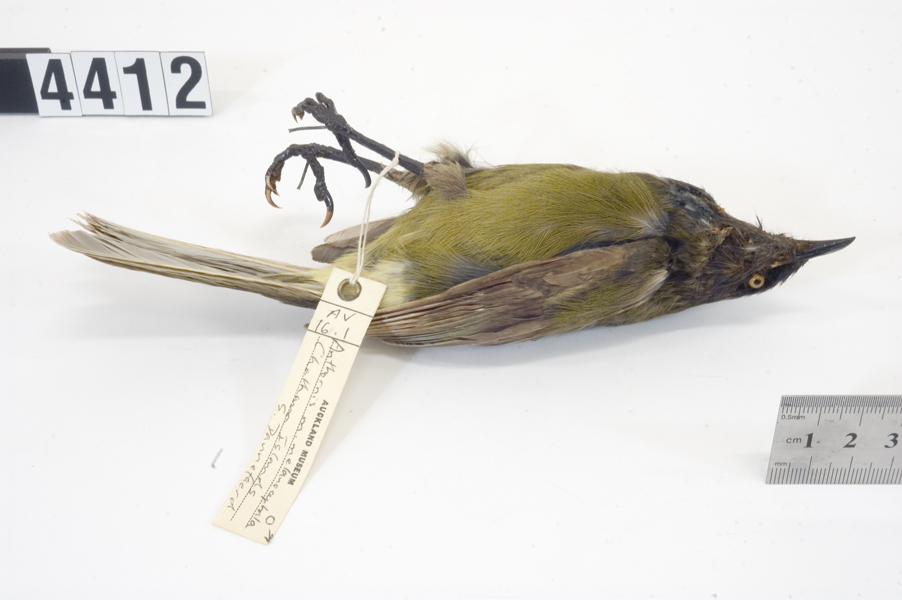
نمونه مرغ زنگوله‌ای جزیره چاتام (Anthornis melanocephala) متعلق به موزه اوکلند.

از نظر ظاهری بسیار شبیه به مرغ زنگوله‌ای نیوزیلند (Anthornis melanura) بود اما به‌طور قابل توجهی جثه بزرگتری داشت. همچنین کل سر و گردن به رنگ ارغوانی یا آبی فولادی براق بود.
این پرنده آخرین بار در سال ۱۹۰۶ در جزیره مانگِرِی کوچک (انگلیسی: Little Mangere) دیده شد. جمعیت این پرندگان احتمالاً تحت تأثیر یک بیماری قرار گرفته باشد؛ زیرا پیش از ورود گونه‌های غیربومی مانند موش و گربه و همچنین شکار آنان به منظور جمع‌آوری نمونه توسط انسان‌ها، جمعیت آنان رو به کاهش گذاشته بود.